# Paracrocampsa discreta
Paracrocampsa discreta är en insektsart som först beskrevs av Melichar 1926.  Paracrocampsa discreta ingår i släktet Paracrocampsa och familjen dvärgstritar. Inga underarter finns listade i Catalogue of Life.